# Ołeksandriwka (hromada Czerkaśke)
Ołeksandriwka (ukr. Олександрівка) – wieś na Ukrainie, w obwodzie donieckim, w rejonie kramatorskim, w hromadzie Czerkaśke. W 2001 liczyła 1667 mieszkańców, spośród których 1367 wskazało jako ojczysty język ukraiński, 281 rosyjski, 1 węgierski, 6 białoruski, 2 ormiański, 1 gagauski, a 9 inny.